# Marvin Braun
Marvin Braun (* 11. Januar 1982 in Ludwigsburg) ist ein ehemaliger deutscher Fußballspieler. Heute arbeitet er als selbstständiger Personaltrainer und als Athletik-Trainer im Nachwuchsleistungszentrum des FC St. Pauli.

## Karriere
In seiner Jugend spielte er beim schwäbischen Kreisligaverein TSV Asperg, wo er das Kicken erlernte. Für die Saison 2001/02 erhielt Braun beim VfB Stuttgart seinen ersten Profi-Vertrag. Dort bestritt er auch am 14. April 2002 sein einziges Bundesligaspiel, als er in der Partie gegen Energie Cottbus in der 88. Minute für Christian Tiffert eingewechselt wurde. Da er sonst nur in der zweiten Mannschaft des VfB eingesetzt wurde, wechselte er zum Lokalrivalen Stuttgarter Kickers, um dort Stammspieler zu werden. Zwei Saisons später wechselte er zum FC Augsburg. Da er dort nicht regelmäßig spielte, ging er 2005 zurück zu den Stuttgarter Kickers. Dort wurde er abermals Stammspieler und empfahl sich für einen Wechsel zum FC St. Pauli. Dort schaffte er in seiner ersten Saison den Aufstieg in die 2. Bundesliga.
Nachdem Braun in der Saison 2007/08 mit den Hamburgern den Klassenerhalt in Liga 2 erreicht hatte, unterschrieb er einen Einjahresvertrag bei Ligakonkurrent VfL Osnabrück. Da die vereinsseitige Option auf Verlängerung des Vertrages um ein weiteres Jahr nicht gezogen wurde, wechselte Braun zur neuen Saison zum Wuppertaler SV Borussia, wo er dann 2010 seine Karriere beendete. In seinen zehn Profi-Jahren kam Marvin Braun zu 198 Liga-Einsätzen und erzielte 36 Tore.